# What Y’all Want
What Y’all Want to wydany w 1999 roku dwupłytowy singel amerykańskiej grupy hip-hopowej Ruff Ryders. Promuje z album „Ryde or Die Vol. 1”.
W „What Y’all Want” wystąpiła Eve oraz Nokio z Dru Hill. Do utworu powstał klip.
B-Sidem singla jest „Down Bottom”. W tym utworze, poza Drag-Onem i Swizz Beatzem, gościnnie wystąpił Juvenile. Do remiksu tego utworu powstał klip. Podkłady obu utworów skomponował Swizz Beatz.
- Podkład z „What Y’all Want” został wykorzystany przez Sticky'ego Fingaza w singlu „Jackin for Beats”.

## Lista utworów

### Strona A
1. „What Y’all Want” (Radio Edit)
2. „What Y’all Want” (Instrumental)
3. „What Y’all Want” (Clean LP Version)
4. „What Y’all Want” (Dirty LP Version)

### Strona B
1. „Down Bottom” (Radio Edit)
2. „Down Bottom” (Instrumental)
3. „Down Bottom” (Clean LP Version)
4. „Down Bottom” (Dirty LP Version)